# سارینا غفاری
سارینا غفاری سنگ‌نورد ایرانی است. او در آبان ۱۴۰۳، در مسابقات سنگنوردی نوجوانان و جوانان قهرمانی آسیا که در شهر جمشیدپور هندوستان جریان داشت، در بخش دختران، در مرحله نهایی مادهٔ «لید» ردهٔ سنی جوانان با کسب رتبه اول، به مدال طلا دست یافت. همچنین موفق شد در مادهٔ بولدرینگ به مدال طلای این رده سنی دست یابد.
او در شهریور ۱۴۰۳ در مسابقات سنگ‌نوردی نوجوانان و جوانان قهرمانی جهان (در شهر گویانگ چین)، با کسب رتبه چهارم جهان در ماده بولدرینگ جوانان و رتبهٔ هفتم در ماده لید دختران رده سنی جوانان موفق به کسب جایگاه دوم جهان در رتبه‌بندی کمباین (مجموع مواد) شد.